# 恋を唄う
『恋を唄う』（こいをうたう）は、1976年12月20日に発売されたアン・ルイスの4枚目のスタジオ・アルバム。発売元はビクターレコード。規格品番は、LP: SJX-10114。

## 概要
シングル「ラスト・シーン」のA・B面曲を収録したアルバム。LPではA面がアン・ルイスのオリジナル楽曲、B面はオールディーズを中心としたカバー曲集という構成になっている。
2018年3月7日には、発売からおよそ42年の年月を経て初のCD化が実現された。(紙ジャケット仕様、タイトルを『恋を唄う+4』とし、ボーナス・トラック4曲を追加)品番はVICL-64961。
CDジャーナルのレビュアーは本作について「カスケーズの『悲しき雨音』などのオールディーズ・カヴァー曲を収録。クリアな声で情感豊かに歌われる歌唱に胸がすく。歌謡ロックを歌うパワフルさとは違う味わいが楽しめる一枚だ。」と評している。

## 収録曲

### LP
| 全編曲: 穂口雄右。 |                    |           |           |       |
| #                  | タイトル           | 作詞      | 作曲      | 時間  |
| 1.                 | 「ラスト・シーン」 | 竜真知子  | 穂口雄右  | 3:59  |
| 2.                 | 「明るい表通り」   | 竜真知子  | 穂口雄右  | 3:48  |
| 3.                 | 「責めないで」     | 山上路夫  | 穂口雄右  | 2:42  |
| 4.                 | 「あなたのために」 | 山上路夫  | 穂口雄右  | 3:42  |
| 5.                 | 「微笑」           | 穂口雄右  | 穂口雄右  | 3:57  |
| 6.                 | 「待ちわびて」     | 竜真知子  | 穂口雄右  | 3:48  |
| 合計時間:          | 合計時間:          | 合計時間: | 合計時間: | 21:56 |

| 全編曲: 穂口雄右。 |                                    |                                                           |                                                           |       |
| #                  | タイトル                           | 作詞                                                      | 作曲                                                      | 時間  |
| 1.                 | 「恋の日記」                       | H. Greenfield、N. Sedaka                                  | H. Greenfield、N. Sedaka                                  | 3:37  |
| 2.                 | 「悲しき雨音」                     | John Gummoe                                               | John Gummoe                                               | 2:39  |
| 3.                 | 「プリーズ・ミスター・ポストマン」 | W. Garrett、B. Holland、F. Gorman、G. Dobbins、R. Bateman | W. Garrett、B. Holland、F. Gorman、G. Dobbins、R. Bateman | 3:07  |
| 4.                 | 「ビー・マイ・ベイビー」           | P. Spector、E. Greenwich、J. Barry                        | P. Spector、E. Greenwich、J. Barry                        | 3:13  |
| 5.                 | 「肩にほほをよせて」               | Paul Anka                                                 | Paul Anka                                                 | 2:25  |
| 6.                 | 「君はわが運命」                   | Paul Anka                                                 | Paul Anka                                                 | 2:31  |
| 合計時間:          | 合計時間:                          | 合計時間:                                                 | 合計時間:                                                 | 17:32 |

### 恋を唄う+4
| 全編曲: 穂口雄右（#13、#14、編曲: 竜崎孝路 / #15、#16、編曲: 川口真）。 |                                            |                                                           |                                                           |       |
| #                                                                       | タイトル                                   | 作詞                                                      | 作曲                                                      | 時間  |
| 1.                                                                      | 「ラスト・シーン」                         | 竜真知子                                                  | 穂口雄右                                                  | 3:59  |
| 2.                                                                      | 「明るい表通り」                           | 竜真知子                                                  | 穂口雄右                                                  | 3:48  |
| 3.                                                                      | 「責めないで」                             | 山上路夫                                                  | 穂口雄右                                                  | 2:42  |
| 4.                                                                      | 「あなたのために」                         | 山上路夫                                                  | 穂口雄右                                                  | 3:42  |
| 5.                                                                      | 「微笑」                                   | 穂口雄右                                                  | 穂口雄右                                                  | 3:57  |
| 6.                                                                      | 「待ちわびて」                             | 竜真知子                                                  | 穂口雄右                                                  | 3:48  |
| 7.                                                                      | 「恋の日記」                               | H. Greenfield、N. Sedaka                                  | H. Greenfield、N. Sedaka                                  | 3:37  |
| 8.                                                                      | 「悲しき雨音」                             | John Gummoe                                               | John Gummoe                                               | 2:39  |
| 9.                                                                      | 「プリーズ・ミスター・ポストマン」         | W. Garrett、B. Holland、F. Gorman、G. Dobbins、R. Bateman | W. Garrett、B. Holland、F. Gorman、G. Dobbins、R. Bateman | 3:07  |
| 10.                                                                     | 「ビー・マイ・ベイビー」                   | P. Spector、E. Greenwich、J. Barry                        | P. Spector、E. Greenwich、J. Barry                        | 3:13  |
| 11.                                                                     | 「肩にほほをよせて」                       | Paul Anka                                                 | Paul Anka                                                 | 2:25  |
| 12.                                                                     | 「君はわが運命」                           | Paul Anka                                                 | Paul Anka                                                 | 2:31  |
| 13.                                                                     | 「ごめんなさい」(ボーナス・トラック)       | なかにし礼                                                | 平尾昌晃                                                  | 3:44  |
| 14.                                                                     | 「明日にしましょう」(ボーナス・トラック)   | なかにし礼                                                | 平尾昌晃                                                  | 3:49  |
| 15.                                                                     | 「ラスト・コンサート」(ボーナス・トラック) | なかにし礼                                                | S. Cipriani                                               | 3:15  |
| 16.                                                                     | 「恋のラスト・シーン」(ボーナス・トラック) | なかにし礼                                                | R. Greenaway、G. Stephens                                 | 3:19  |
| 合計時間:                                                               | 合計時間:                                  | 合計時間:                                                 | 合計時間:                                                 | 53:42 |

### 曲解説
「ラスト・シーン」
10枚目のシングルA面曲。
「待ちわびて」
「ラスト・シーン」のB面曲。
「恋の日記」
アメリカ合衆国のシンガーソングライター、ニール・セダカのカバー。
「悲しき雨音」
アメリカ合衆国のバンド、カスケーズのカバー。
「プリーズ・ミスター・ポストマン」
アメリカ合衆国の女性コーラス・グループ、マーヴェレッツのカバー。
「ビー・マイ・ベイビー」
ニューヨーク出身の女性歌手グループ、ザ・ロネッツのカバー。
「肩にほほをよせて」
アメリカ合衆国の男性ヴォーカル・トリオ、レターメンのカバー。
「君はわが運命」
カナダ出身のシンガーソングライター、ポール・アンカのカバー。

### ボーナス・トラック
「ごめんなさい」
11枚目のシングルA面曲。
「明日にしましょう」
「ごめんなさい」のB面曲。
「ラスト・コンサート」
12枚目のシングルA面曲。
「恋のラスト・シーン」
「ラスト・コンサート」のB面曲。

## 参考資料
- アン・ルイス、初期アルバム7作品が紙ジャケ仕様で復刻  –  音楽ナタリー
- アン・ルイス、1972～1977年にリリースした初期アルバム6作を配信開始  – OKMUSiC
- アン・ルイスの初期アルバム7タイトルがCD化！  – 大人のMusicCalendar